# Configuración histórica de la provincia de Granada

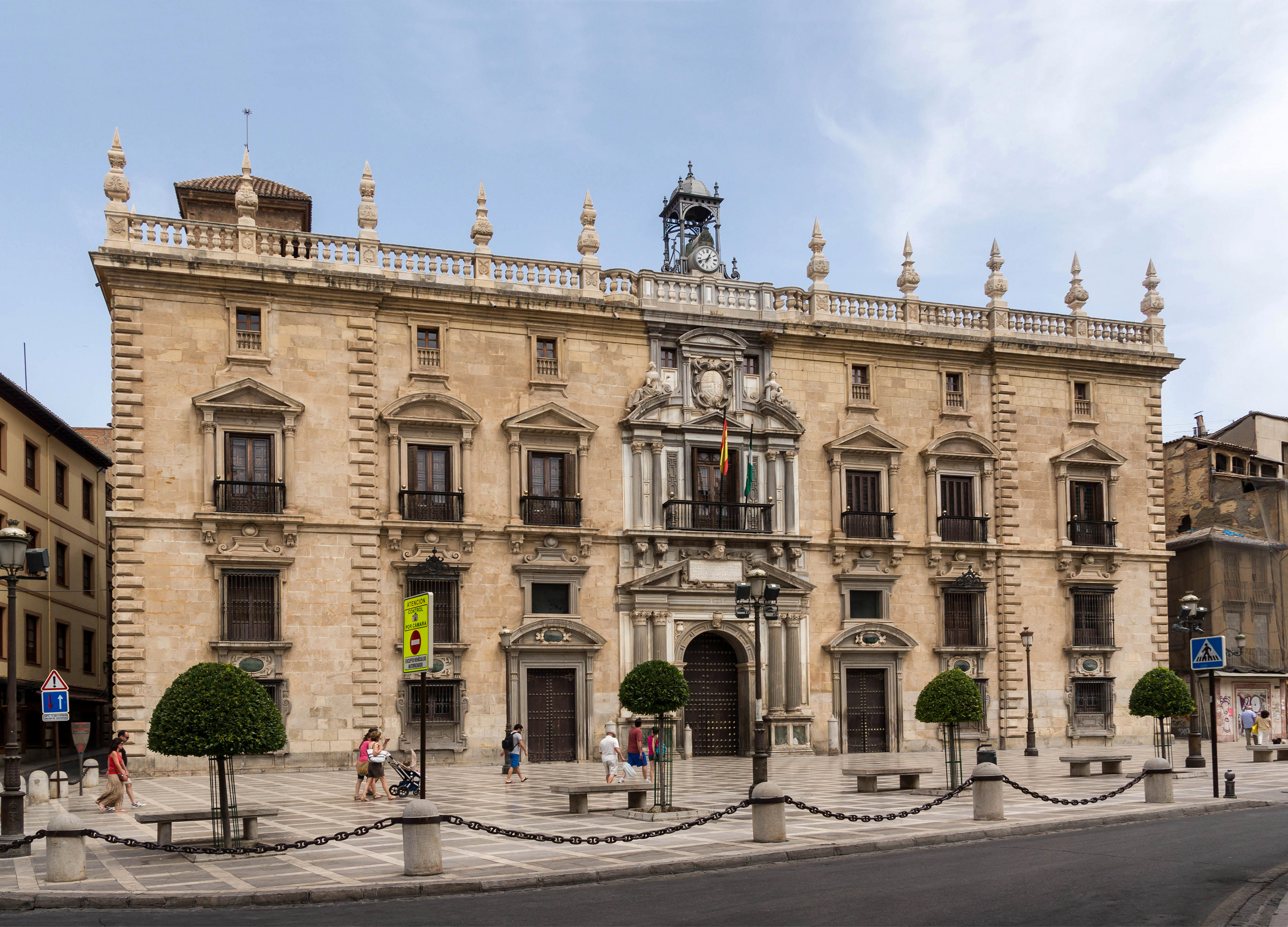
Sede de la Real Chancillería de Granada desde 1587, en plaza Nueva.

La configuración actual de la provincia de Granada es fruto de un largo proceso de ordenación territorial que llegó a su culminación en 1833, mediante el decreto de provincialización promulgado por Javier de Burgos, Ministro de Fomento del gobierno de la regente María Cristina de Borbón. Hasta esta fecha lo que actualmente constituye la provincia de Granada estaba integrado dentro de los límites del llamado Reino de Granada.
Hay que remontarse a la cora de Elvira y a la taifa zirí de Granada como precedentes más significativos de lo que luego fue el reino nazarí de Granada, asimilado por la Corona de Castilla tras el final de la Reconquista (1492). Sin embargo, fue en el tránsito de la monarquía autoritaria de los Habsburgo a la absolutista de los Borbones cuando la organización territorial del Estado se convirtió en un tema recurrente y de gran importancia política. La concepción absolutista del estado fomentó el desarrollo de una serie de proyectos, bien de índole liberal bien conservadora, que sustituirán los antiguos reinos históricos de la Reconquista por las modernas provincias españolas.
El antiguo Reino de Granada será parte importante en este proceso dado el desequilibrio de su extensión superficial con respecto a otras provincias y la heterogeneidad interna, que dificultaban sobremanera su fiscalización y administración por parte del estado central. De esta forma, ya en 1799 se creó la provincia Marítima de Málaga, que agrupaba los partidos de la parte occidental del reino en torno a la clara capitalidad de Málaga, con una población de unos 50.000 habitantes en aquellos años. En los demás proyectos provincializadores, la capitalidad de Málaga fue una tónica constante.
El tamaño del Reino de Granada seguía siendo bastante desproporcionado y en el proyecto constitucional de Bauzá (1813) se empezó el diálogo sobre la necesidad de constituir una provincia en la zona más oriental del reino. En esta ocasión ni la capitalidad ni el deslinde de ambas provincias pudo ser una cuestión tan obvia como lo había sido el caso de Málaga. Se barajaron las opciones de Guadix y Baza como capitales de la nueva provincia, para finalmente, en la provincialización de Cortes de 1822, optar por la opción de Almería y desplazar la frontera hacia oriente, incluyendo por lo tanto las altiplanicies de Guadix y Baza-Huéscar en la provincia de Granada. Así, la división provincial de 1822, fue derogada por el restablecimiento del absolutismo en 1823, el territorio del antiguo reino de Granada era seccionado en tres provincias, quedando definida la provincia de Granada con sus límites prácticamente definidos en su estado actual, tan solo matizados con la ulterior y definitiva provincialización del motrileño Javier de Burgos (1833).
En el siglo XXI existe cierta concepción acerca de que la comunidad autónoma de Granada está separada de Andalucía. La nueva comunidad autónoma estaría compuesta por las provincias de Granada, Almería y Málaga. La concepción todavía no ha encontrado una respuesta.

## Antecedentes

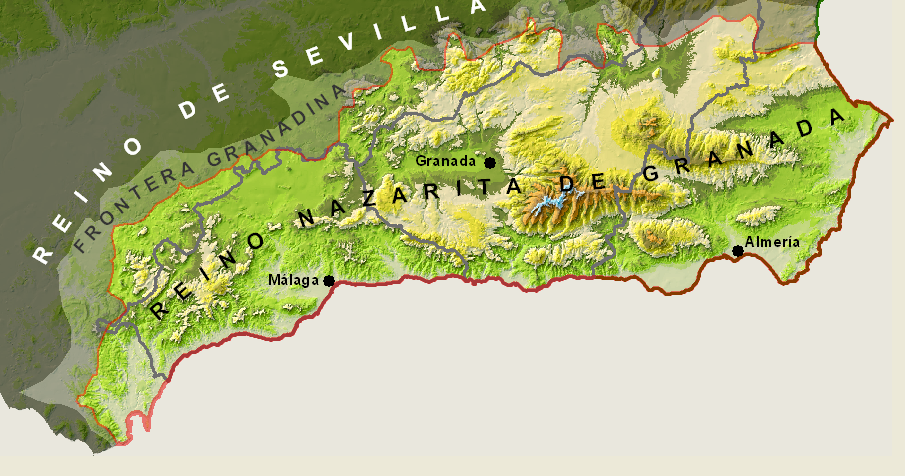
Límites del Reino nazarita de Granada, con la Frontera granadina.

El Reino de Granada sobre 1590.

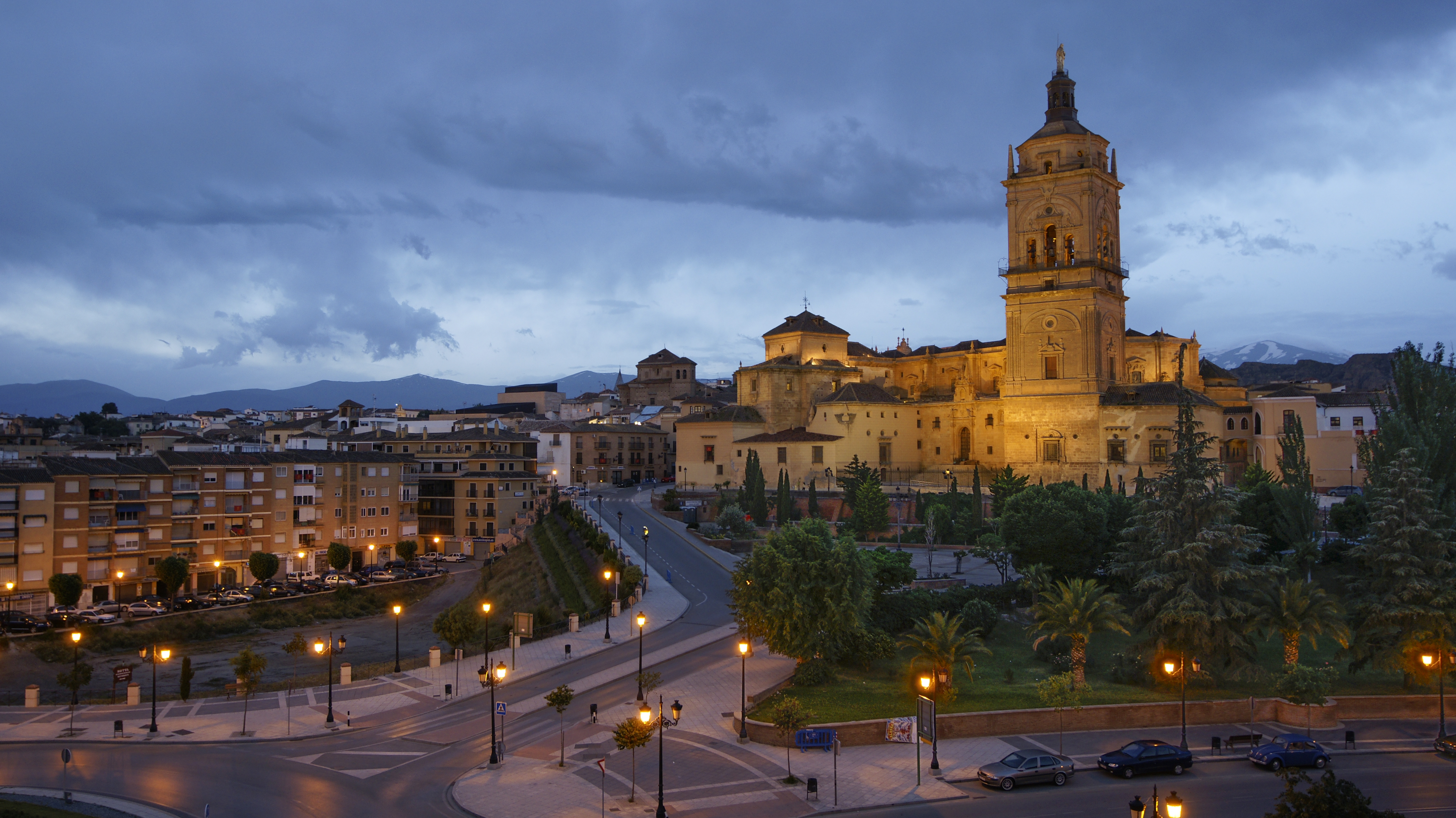
Imagen de la Catedral de Guadix.

Aunque existieron circunscripciones territoriales anteriores, como la Cora de Elvira, que se convirtió en la Taifa de Granada con la descomposición del Califato de Córdoba en el año 1031; el nacimiento del Reino nazarí de Granada puede fijarse en el 1232, cuando Yusuf ben Nasri ‘Alhamar’ se proclamó Sultán de Granada.
La superficie del Reino era de unos 34.000 km², algo superior a los 27.000 km² en los que quedaría configurado el Reino cristiano de Granada después de la Reconquista. El Emirato o Sultanato de Granada se extendía sobre la totalidad de las provincias actuales de Granada, Málaga y Almería, además de zonas fronterizas de las provincias de Jaén y Cádiz.
La frontera entre la Corona de Castilla y el reino de Granada estuvo formada por un complicado sistema defensivo-ofensivo, establecido por el Pacto de Jaén y caracterizado por la construcción de fortificaciones paralelas al límite natural de los Sistemas Béticos, salvo la excepción de las Sierras de Cazorla y Segura, donde estuvieron localizados el Adelantamiento de Cazorla y la Encomienda de Segura de la santiaguista, respectivamente, que conformaban la avanzadilla de los territorios de la Corona de Castilla.
La extensión del Reino de Granada tras la Reconquista, quedó reducida a lo que hoy son las provincias de Málaga, Granada y Almería, salvo el partido de Antequera y los actuales municipios de sierra de Yeguas, Alameda y Cañete la Real, que pertenecían al antiguo Reino de Sevilla, donde los dos primeros quedaban encuadrados en el partido de Estepa y el último en el de Osuna. Por otra parte, las poblaciones de Puebla de Santa María (El Bosque), Setenil, Grazalema, Villaluenga del Rosario, Benaocaz, Ubrique y Alcalá del Valle, hoy en la provincia de Cádiz, y las de Solera y Bélmez de la Moraleda, que actualmente están integradas en la de Jaén, formaban parte del Reino granadino.
Esta demarcación era tan sólo administrativa y fiscal, pues el reino de Granada, incorporado a la Corona de Castilla, no tenía ningún tipo de atribución sobre sus límites o capacidad política de actuación o decisión autónoma, más allá de la vida municipal y el voto en Cortes. El territorio fue dividido en zonas o partidos de recaudación de rentas y derechos extraordinarios para la Corona, en algunos casos basados en las circunscripciones eclesiásticas existentes. De esta manera, se realizó la siguiente demarcación: 1. La ciudad de Granada con los partidos de la alcaicería, las rentas mayores y menores, corral del ganado, los diezmos y alquerías, la renta de la seda, las rentas de la Alpujarra, Almuñécar, Salobreña y Motril. 2. Partido de Baza. 3. Partido de Guadix. 4. Málaga y su obispado 5. Almería y su obispado.
Otra forma de recaudación de tributos extraordinarios -destinados a gastos militares- fueron las hermandades que tuvieron un importante desarrollo en el siglo XVI. Las numerosas empresas que acometieron Carlos I y luego Felipe II, provocaron un leve intento de organización territorial capitalizadas en las 17 ciudades que tenían representación en Cortes. En 1591, se llevó a cabo una recopilación de bienes -conocido como el censo de Tomás González-, donde Granada aparece como ciudad con representación en Cortes -será la ciudad número 18- y va a centralizar la "provincia" del Reino de Granada en el cobro de impuestos entre sus distintas ciudades, villas, lugares y aldeas que la conformaban.
En las primeras fechas de la Edad Moderna, no existía un criterio único para la determinación de las entidades regionales dentro de la Corona de Castilla: Lucio Marineo Sículo (1500), a la hora de distinguir las distintas provincias españolas atiende a la provincialización romana, mientras que Pedro de Medina (1548) realiza otra clasificación, en la que presenta al Reino de Granada diferenciado de Andalucía. La creación de la Capitanía General de Granada y la definitiva instalación como Real Chancillería de Granada de la anterior Real Audiencia y Chancillería de Ciudad Real (1505), cuya jurisdicción incluía todo el territorio al sur del río Tajo –al norte competía a la Real Audiencia de Valladolid–, indica que tampoco desde el punto de vista político-administrativo había intención de realizar ningún tipo de integración regional -concepto anacrónico para la época- que asociara específicamente el Reino de Granada con la Andalucía del Guadalquivir. En 1525 se creó la Real Audiencia de los Grados de Sevilla, de nivel competencial menor.

## Reformas ilustradas

Partidos del Vecindario de Ensenada (1759): Provincia o Intendencia de Granada.

La dinastía borbónica instaurada con la guerra de sucesión española (1700-1715), vino acompañada con un aire reformista generalizado a lo largo de todo el siglo XVIII, denominado período ilustrado. La compleja organización del territorio heredado de los Austrias y de los largos procesos medievales de reconquista y repoblación, era arcaica e irracional en muchos aspectos, desproporcionada y a todas luces insuficiente para una monarquía absoluta con cada vez más necesidades económicas. Entre las reformas emprendidas estuvo la realización de un estudio estadístico que permitió cuantificar los recursos del país y por lo tanto facilitó su fiscalización y explotación: el Catastro de Ensenada (1749), en el que se catastraron las 22 provincias de la Corona de Castilla, entre ellas la del Reino de Granada. En este mismo año, el rey Fernando VI reordenó el sistema de intendencias, asignando uno a cada provincia, junto con el corregidor de la capital (cargos que volvieron a separarse en 1766). Cada intendente sería auxiliado por un teniente letrado o alcalde mayor subordinados, para el ejercicio de las funciones judiciales.
También el proceso de provincialización fue una tónica en esta fase ilustrada que concluirá con el proyecto de Javier de Burgos en 1833. Es a partir de esta fecha, precisamente cuando las provincias que surgirán del antiguo Reino de Granada van a ser concebidas como parte de una entidad regional denominada Andalucía, junto con las provincias del Guadalquivir. La lejanía a los centros políticos de la meseta castellana, las distintas formas de repoblación con respecto a ella y el origen de la repoblación del reino granadino, serían algunas de las causas de la inclusión del antiguo Reino de Granada en los límites territoriales de ese nuevo concepto geográfico; que, no obstante, se limitó a la agrupación nominal de las ocho provincias y a su asociación en los mapas, y no implicó la creación de ninguna institución común ni coordinación provincial, ambas cosas completamente ajenas al propósito de la división provincial.

### Censo de Floridablanca (1789)
Un ejemplo más cercano al período reformista del siglo XIX es el censo de Floridablanca. El proyecto fue gestado por el conde de Floridablanca, que solicitó en 1785 a cada uno de los intendentes una relación con los datos sobre la organización territorial, civil y la división jurisdiccional de sus respectivas circunscripciones, siendo esta información la que dio lugar a las publicaciones de España dividida en Provincias e Intendencias y lo que conocemos como Nomenclátor de Floridablanca en 1789. La nueva configuración provincial no aportó grandes modificaciones en la demarcación provincial, pero si arrojó un mejor conocimiento del territorio que facilitó las futuras divisiones provinciales. Las principales carencias encontradas fueron: los grandes contrastes en la extensión de las provincias así como su discontinuidad espacial formando numerosos enclaves y exclaves. Además existía una gran complejidad en cuanto a las subdivisiones internas y denominaciones.
España quedó configurada en 31 provincias o intendencias que se podían agrupar estadísticamente en 5 grandes bloques en función de su complejidad interna. La provincia de Granada era un claro ejemplo de desproporción de superficie con respecto a otras provincias de mucha menor extensión. Estaba enmarcada dentro del Grupo B -provincias con una única subdivisión interna-, compuesta por 20 circunscripciones o partidos.

### Provincia marítima de Málaga (1799)

España a finales del.

Por el Real Decreto de 25 de septiembre de 1799 -ratificada por Real Orden del 22 de enero de 1801 bajo el reinado de Carlos IV-, se crearon seis nuevas provincias marítimas: Cádiz, Málaga, Santander, Alicante, Cartagena y Asturias. A éstas hay que unir la efímera provincia de Sanlúcar de Barrameda que se creó en 1804.
Estas provincias marítimas correspondían con zonas costeras con un núcleo de población que tuviera un puerto y que pudiera vertebrar el territorio adyacente y fomentar el desarrollo de las zonas costeras de la península. Otro requisito es que la provincia de la que se desgajaban fuera extensa y además lejana a la capital o separada por algún accidente montañoso.
En el caso del Reino de Granada, estas características eran reunidas claramente por Málaga que fue instituida como provincia marítima. Málaga tenía una población en torno a los 50.000 habitantes y su comunicación era bastante dificultosa con Granada. Si bien nunca llegó a tener un intendente debido a las presiones que se ejercieron desde Granada, al igual que ocurrió con el resto de centros metropolitanos y sus provincias marítimas. Sin embargo éstas servirán de base para futuras provincializaciones, en las que Málaga -en casi todos los casos- será considerada capital provincial.

### Reformas napoleónicas: Proyecto Llorente-Lanz (1809-1810)

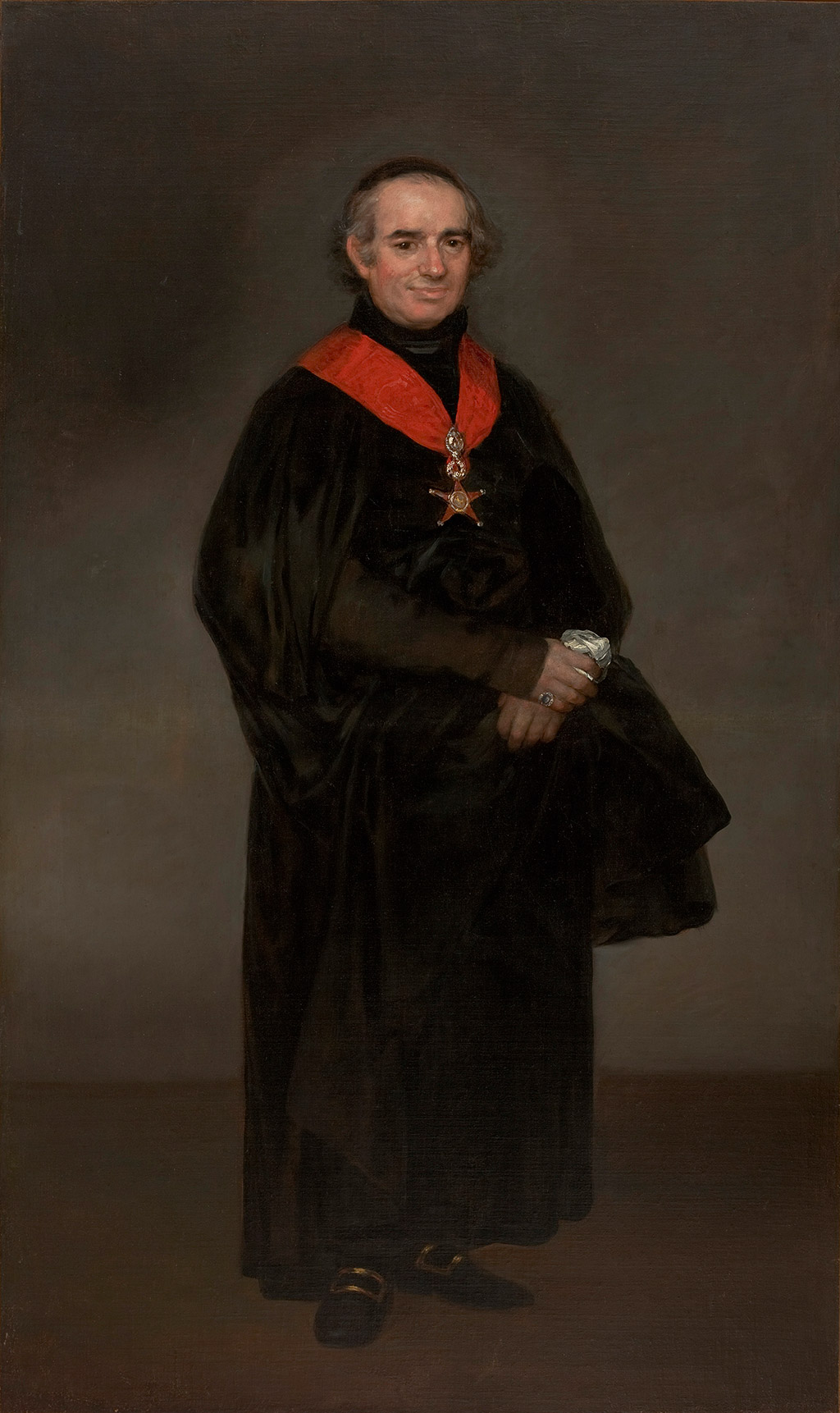
Juan Antonio Llorente: erudito, político y eclesiástico, artífice de las reformas provinciales en el período napoleónico.

Departamentos y prefecturas en España tras el proyecto Ranz-Espiga (1809-1810).

Un proceso de reestructuración del territorio más profundo se inició en 1809, gracias a los cambios políticos surgidos en 1808 con la abdicación de Carlos IV y Fernando VII a favor de José Bonaparte, convirtiéndose España en un estado satélite del Imperio Napoleónico.
La división territorial en la España de entonces era inviable para la explotación del país por la administración napoleónica, por lo que se pensó en una reestructuración del territorio de nueva planta que dejara atrás condicionantes históricos de los diferentes territorios y eliminara las divisiones que entorpecían la administración como los enclaves y exclaves.
De esta forma, el clérigo y político riojano Juan Antonio Llorente emprendió en 1809 la tarea, basándose en los rasgos geográficos, y diseñó una distribución en departamentos, siguiendo el modelo francés, a los que dio una nomenclatura de accidentes geográficos -ríos y cabos-. Cada departamento sería dotado de una universidad, una audiencia y una diócesis. En el caso del reino de Granada, una vez más fue dividido en dos departamentos con nomenclatura de ríos: Salado -con capital en Málaga- y Genil -con capital en Granada-.
El proyecto de Llorente fue aprobado sin problemas con los cambios realizados por José María de Lanz y Zaldíbar que culminó el proyecto, tomando como modelo la división departamental de Llorente para, en virtud de Decreto de 17 de abril de 1810 -firmado en el Real Alcázar de Sevilla-, establecer un número de 38 prefecturas, esta vez primando en la nomenclatura el nombre de la capital y la subdivisión en tres subprefecturas por norma general.
Cada prefectura estaba constituida por un prefecto, un Concejo de Prefectura y una Junta General de Prefectura. A su vez, las subprefecturas se componían del subprefecto y de la Junta General de Subprectura.
La provincia de Granada así definida formaba parte de la Prefectura homónima junto con la actual provincia de Almería, salvo parte del partido de Baza -Huéscar, Castril, Vélez-Blanco y Vélez-Rubio- y el extremo sureste -la frontera se situó en el río Almanzora- que pertenecían a la Prefectura del Segura -actual Murcia-. La Prefectura de Granada se extendía en una superficie de 17.851 km² y estaba a su vez subdividida en las subprefecturas de Granada, Baza y Almería. Por su parte la actual provincia de Málaga, antes configurada dentro del Reino de Granada, formaba parte de la Prefectura del Salado. Su delimitación contemplaba la comarca de Osuna y no incluía la de Ronda, incluida en la Prefectura del Guadalete -actual provincia de Cádiz-.
Esta reforma solo existió sobre el papel y después de la derrota francesa a término de la Guerra de la Independencia cayó en el olvido y en el desprecio.

## Reformas constitucionales
La Constitución elaborada por las Cortes de Cádiz (1812) cita cuáles eran los territorios españoles y recoge la necesidad de llevar a cabo una nueva división del mismo más conveniente.
| El territorio español comprende en la Península con sus posesiones e islas adyacentes: Aragón, Asturias, Castilla la Vieja, Castilla la Nueva, Cataluña, Córdoba, Extremadura, Galicia, Granada, Jaén, León, Molina, Murcia, Navarra, Provincias Vascongadas, Sevilla y Valencia, las islas Baleares y las Canarias con las demás posesiones de África. — Constitución Española de 1812 Título II-Capítulo I-Artículo 11 |

La Administración provincial se fundamentó en criterios más sólidos. Hasta ahora básicamente era un instrumento fiscalizador, pero mediante el artículo 335 se van a dotar a las Diputaciones Provinciales de una serie de competencias como el reparto de las contribuciones, la vigilancia de las infracciones a la Constitución, el censo y estadística provinciales, el establecimiento de los Ayuntamientos constitucionales, etc. Al frente de ella quedaba un Jefe Superior, designado por el Rey. Este nuevo cargo, que ejercía además como Delegado del Gobierno, asumió las competencias de orden público y el poder ejecutivo y servía de enlace entre los Ayuntamientos y la Diputación.
Con esto se pretendía eliminar la estructura territorial heterogénea, desigual, desequilibrada y de privilegios regionales hasta entonces existente.

### Proyecto Ranz-Espiga (1812)

Propuesta de la Diputación de Granada de división en partidos y límites provinciales de 1813.

La propuesta sobre cuáles debían ser las provincias constitucionales fue elaborada por Antonio Ranz y José Espiga (1812), quedando el territorio español organizado en 21 provincias constitucionales. Una de ellas fue la de Granada, que conservó los mismos límites que el Reino en 1789, en contra de la tendencia de ruptura de la identidad de los antiguos grandes reinos.
La propuesta para llevar a efecto la nueva reorganización territorial granadina fue formulada por la Diputación de Granada de acuerdo con la Audiencia Territorial y fue remitida al Rey el 7 de julio de 1813. Aunque los límites provinciales eran de nuevo muy similares a los que existían a finales del siglo XVIII, el cambio más significativo se concretó en la incorporación de los partidos de Antequera y Archidona, cuyos bordes seguían el actual límite de las provincias de Málaga y Córdoba hasta Fuente de Piedra, excluidas las poblaciones de Teba y Campillos, Alameda, Peñarrubia, sierra de Yeguas, Ardales, Almargen y Cañete la Real. La división interna en partidos sí varió de manera muy significativa respecto de la que estaba vigente a mediados del siglo XVIII, pues pasaron de ser 20 a 35.

### Proyecto Bauzá (1813): Guadix como gobernación subalterna

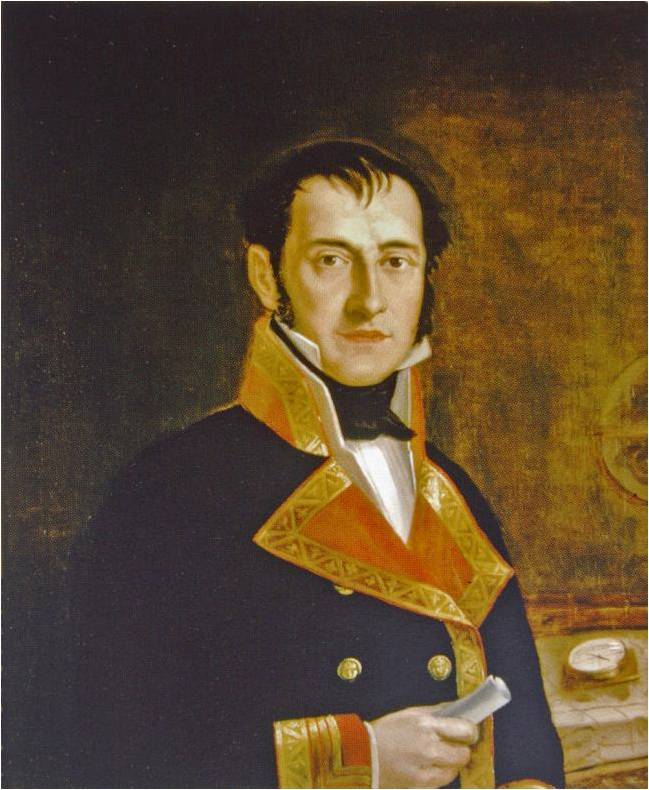
Felipe Bauzá (1764-1834) geógrafo y político que tomo parte en el proyecto de provincialización de 1812 y 1821.

Delimitación entre la provincia de primer orden de Granada y la gobernación subalterna de Guadix en el proyecto Bauzá (1813).

En junio de 1813, la Regencia que presidió don Luis de Borbón encargó, a través del Gobierno, la preparación de la nueva división a Felipe Bauzá, quien el 21 de septiembre de 1813 estableció tres tipos de provincias:
1. Provincias de primer orden: aquellas que incluían partidos o gobernaciones subalternas. Una de ellas fue Granada, que incorporaba al partido de Guadix.
2. Provincias de segundo orden: aquellas que carecían de subdivisión interna.
3. Partidos o gobernaciones: eran cada una de las subdivisiones de las provincias de primer orden. Guadix era un partido de la provincia de primer orden de Granada.

Finalmente, la división quedó comprendida en 44 provincias, bajo criterios de tradición histórica y del reparto equitativo de la población: se intentó que cada provincia tuviera al menos 250.000 habitantes.
La provincia de Granada, equivalente entonces a las actuales de Granada y Almería, se proyectó ser dividida en dos gobernaciones: una superior capitalizada en Granada y otra subalterna centrada en Guadix, fijándose sus límites en el río Fardes, en Sierra Nevada y en el río Adra. Pese a la excentricidad de la capital con respecto al territorio no supuso un problema frente a su situación estratégica en la confluencia de los caminos entre Baza, Granada y Almería.
Pese a que el Consejo de Estado informó favorablemente el proyecto y el Ministerio de Gobernación lo tramitó a Cortes, el proceso de discusión no se inició, pues la restauración de Fernando VII (1814) pronto derogó la Constitución y disolvió las Cortes.

### División de Cortes (1822): Almería nace como provincia

Delimitación de las provincias de Granada y Baza en el proyecto Bauzá-Larramendi (1821).

La provincia de Granada y sus partidos según la división provincial de Cortes de 1823.

Durante el sexenio absolutista de Fernando VII (1814-1820), la corriente reformista liberal se paralizó volviendo al conservadurismo del Antiguo régimen. Tras este período, durante el Trienio Liberal (1820-1823), la cuestión de la organización territorial del estado español no tardó en volver a salir a la palestra política. Una vez más el riojano Felipe Bauzá fue el encargado de los trabajos técnicos, en esta ocasión con la colaboración del guipuzcoano José Agustín de Larramendi.
El 14 de enero de 1822 se fijó la nueva división provincial del estado, concluyendo los trámites parlamentarios del proyecto iniciado en 1821. España quedaba dividida en 52 provincias ante las protestas de las ciudades cuyo rango en la organización tradicional era mayor, como Barcelona, Santiago y Granada.
En el caso de la provincia de Granada, una vez más se optó por la segregación, atendiendo a criterios de población y extensión territorial. La parte occidental del antiguo Reino de Granada encontró una clara capital en Málaga que había consolidado su posición desde 1799.
El problema estaba en la parte oriental. En primera instancia, el proyecto de Bauzá-Larramendi contemplaba como capital a Baza, comprendiendo la provincia la actual Almería y los altiplanos de Guadix, Baza y Huéscar. Ante esta propuesta surgieron dos problemas: la negación en rotundo de los diputados de Granada y la oposición que se ejerció desde Almería que quería optar a la capitalidad. Finalmente la comisión creada por las Cortes a tal respecto accedió a la presión de Granada, y se llegó a un acuerdo por el que la provincia de Granada conservaría los altiplanos y Almería adquiriría el rango de capital provincial, gracias a su situación costera, mayor población y su lejanía a Granada.
La desmembración del antiguo Reino de Granada era un hecho y las tres provincias segregadas ya nunca volverían a incluirse dentro de los mismos límites provinciales. La provincia de Granada desde entonces estaría configurada con unos límites muy similares a los que tiene en la actualidad:
- El límite con la provincia de Almería estaría fijado en el río Adra, por lo que la localidad homónima estaría incorporada a la provincia granadina. En la Alpujarra, Válor queda para Granada y Ohanes para Almería. Más hacia el norte se toman como límites las sierras de Baza, Oria, María y Periate hasta llegar a la provincia de Murcia.[48]
- En la frontera con la provincia de Málaga, los municipios de Zafarraya y Ventas de Zafarraya fueron incorporados a la provincia malagueña.
- Las principales diferencias con la provincia actual estaban en el norte, donde la frontera con la provincia de Jaén avanzó considerablemente hacia el sur. De esta forma los municipios de Alamedilla, Alicún de Ortega, Dehesas de Guadix, Fonelas, Gobernador, Guadahortuna, Huélago, Laborcillas, Moreda, Pedro Martínez y Villanueva de las Torres fueron incluidos en Jaén; por el contrario el municipio de Pozo Alcón se incluyó en Granada.

## Restauración borbónica
La definitiva restauración de la monarquía absolutista de Fernando VII puso fin una vez más a la demarcación administrativa aprobada durante el trienio liberal. Sin embargo la política territorial de división provincial era un hecho y la nueva política de los ministros de la monarquía seguiría en la línea marcada por el período liberal.

### Proyecto Calomarde (1829)

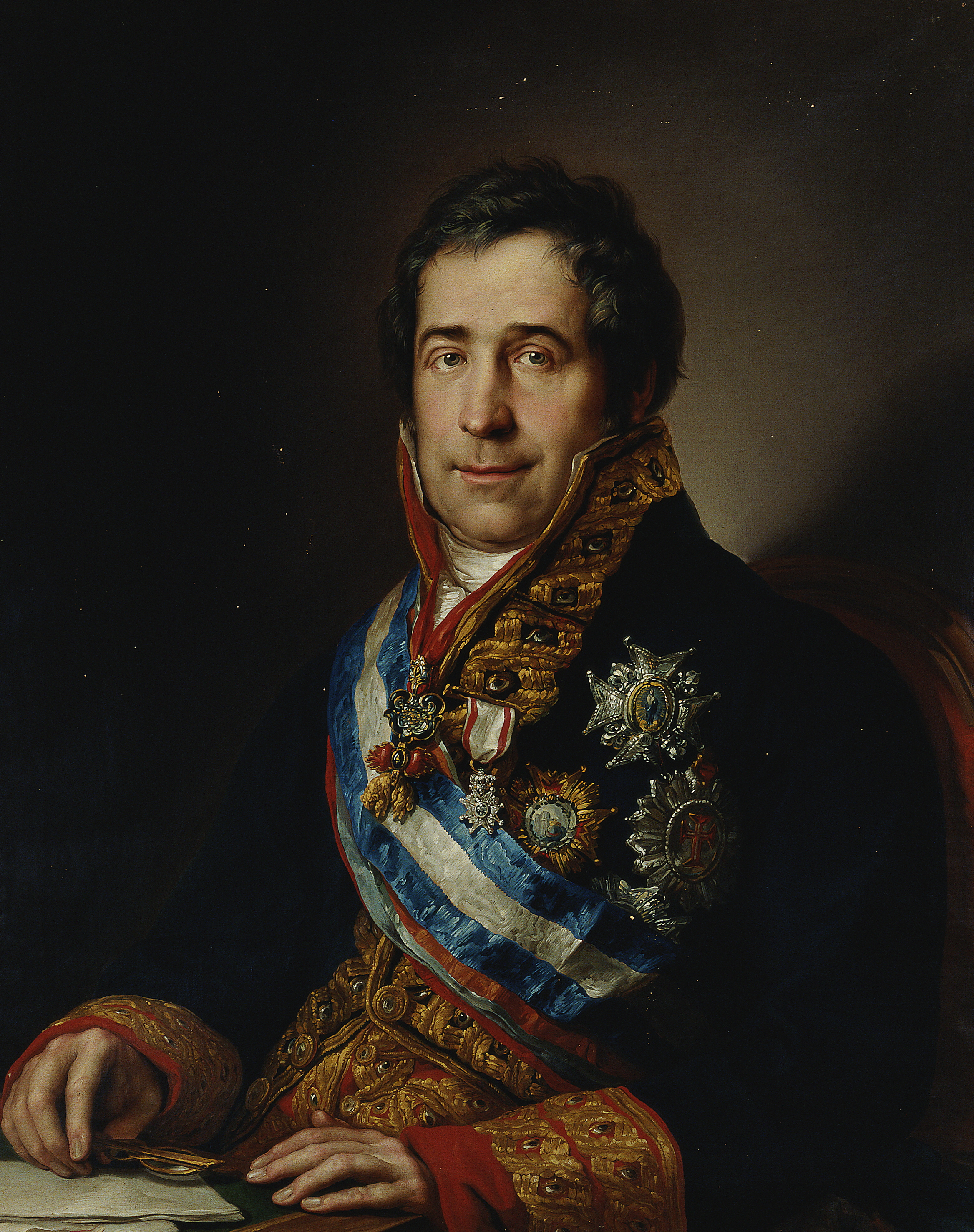
Francisco Tadeo Calomarde y Arría (1775-1842) estadista español que intervino en el proyecto de provincialización de 1829.

División en Partidos Judiciales de la provincia de Granada propuesta por la Chancillería de Granada en 1829.

Ya en 1825, Tadeo Calomarde -ministro de justicia- creó una nueva comisión ministerial para el estudio de la demarcación judicial provincial, juzgados menores y alcaldías mayores, así como el establecimiento de límites provinciales. Agustín de Larramendi fue de nuevo el encargado de dirigir el proyecto. Esta vez, los límites de los antiguos reinos fueron respetados a diferencia de su precedente.
Antes de la aprobación del proyecto, Tadeo Calomarde quiso consultar a las chancillerías afectadas. El 31 de marzo de 1829 se envió a la Real Audiencia y Chancillería de Granada las instrucciones para la elaboración, por parte de ésta, de los límites territoriales entre las nueve provincias de su distrito: Granada, Almería, Málaga, Jaén, Córdoba, Murcia, Cuenca, Albacete y La Mancha. La compleja labor necesitó de la participación de los entes locales; de esta manera, los ayuntamientos de las nueve capitales provinciales van a participar en el proyecto. Los criterios de delimitación debían basarse en el volumen poblacional, situación geográfica, distancias, divisiones naturales, relaciones mutuas, entre otros.
La Chancillería de Granada, el 30 de septiembre de 1829, puso sobre la mesa su trabajo con la división de las nueve provincias que correspondían a su jurisdicción. En su propuesta, la provincia de Granada incorporaba los siguientes cambios:
- Incorporar el partido de Laujar, perteneciente a la provincia de Almería, con lo que la Alpujarra quedaría íntegramente dentro de una sola provincia.
- Adra pasaría a formar parte de Almería.
- La zona de Zafarraya, quedaría dentro del partido de Alhama y por tanto de la provincia de Granada.
- El municipio de Iznájar, perteneciente a Córdoba, se incorporaría al partido de Algarinejo.
- En la frontera con Jaén, los municipios de Montejícar, Guadahortuna, Pedro Martínez y Fonelas, incluidos en Jaén en la anterior propuesta, pasarían de nuevo a la provincia de Granada (dentro del Partido de Colomera, donde también se mantendría Pozo Alcón (dentro del Partido de Baza).

La provincia de Granada, por lo tanto, quedó dividida en 16 partidos, subdivididos a su vez en 54 corregimientos o alcaldías mayores (entre 2 y 4 por partido, si bien, el de Granada estaba formado por 9). La provincia sufrió algunos cambios entre los límites de partidos atendiendo a subsanar problemas de cohesión entre los distintos partidos.

## Proyecto de De Burgos (1833): actual provincia de Granada

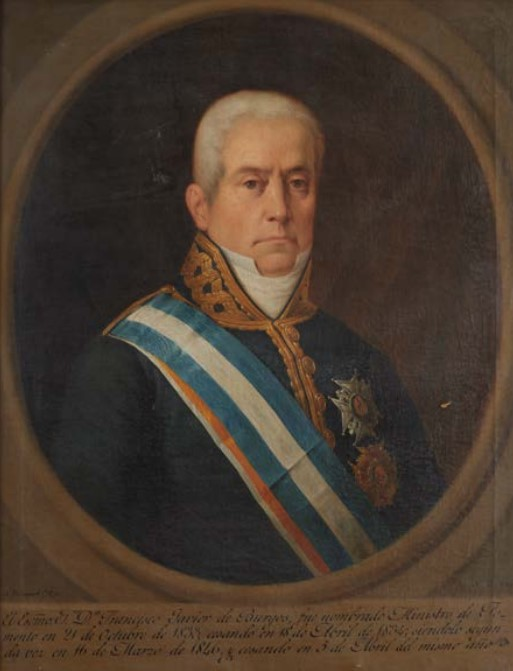
Francisco Javier de Burgos y del Olmo (1778-1849) político español artífice del proyecto de provincialización de 1833.

División en Partidos Judiciales de la provincia de Granada en 1834.

La muerte de Fernando VII en 1830, supuso un nuevo impulso a los proyectos de organización territorial de España. En la última actuación de 1829 se hizo hincapié sobre aspectos localistas, perdiéndose en parte un sentido más amplio que el de la mera provincialización. En 1833 el ministro Javier de Burgos, mediante el Real Decreto de 30 de noviembre de 1833, culminó definitivamente el proceso de división provincial. Los límites de las provincias prácticamente no han sufrido cambios desde entonces. El proyecto se basó en la provincialización de las Cortes de 1822.
La división provincial fue acompañada de la demarcación judicial, llevada a cabo por el Real Decreto de 21 de abril de 1834, basándose en los estudios dirigidos por Calomarde.

### Evolución de los partidos judiciales

Partidos judiciales de la provincia de Granada tras el Decreto de 11 de noviembre de 1965.

Partidos judiciales de la provincia de Granada en la actualidad.

Pronto la división judicial se convirtió en un elemento básico de la organización estatal, ya que se convirtió en el marco de referencia en la administración de justicia. Prueba de su acierto, fue la estabilidad en su delimitación prácticamente hasta la reforma de 1965.
La nueva administración de justicia supuso unos importantes cambios con respecto a las audiencias y a las chancillerías. Entre el período de 1834 y 1841 se realizaron unas 1.200 reclamaciones de cambios en su delimitación. En 1842 incluso se optó por un nuevo proyecto de delimitación provincial, donde la provincia de Granada incorporaba al partido de Priego de Córdoba, sin embargo se optó por la estabilidad y el proyecto de Fermín Caballero no cuajó.
Ante los cambios en la demografía y otras consecuencias, han existido diversas modificaciones en la configuración de los partidos judiciales en la provincia de Granada:
- Cambios entre 1834 y 1965:
  - 1857: Algarinejo y Zafarraya se integraron en el Partido de Loja.
  - 1877: Cádiar y Narila pasaron del partido de Albuñol al de Ugíjar.

- Cambios a partir del Decreto 3388 de 11 de noviembre de 1965:[55]
  - Integración del partido de Huéscar en el de Baza.
  - Integración de los partidos de Iznalloz y Santa Fe en el de Granada.
  - Integración de los partidos de Montefrío y Alhama en el Partido judicial de Loja.
  - Integración de los partidos de Albuñol y Ugíjar en el de Órgiva.
  - A nivel municipal, Padul pasó del partido de Órgiva al de Granada.

De esta forma, los partidos judiciales quedaron reducidos a los de Loja, Granada, Guadix, Baza, Órgiva y Motril.
- Cambios a partir de la Ley 38/1988, de 28 de diciembre, de Demarcación y de Planta Judicial:[56]
  - Recuperación de los de Huéscar y Santa Fe aunque el territorio de este último quedó muy reducido.
  - El sector costero del Partido de Órgiva pasó al de Motril y el Valle de Lecrín al de Granada excepto El Pinar, que siguió perteneciendo al de Órgiva.

- Cambios a partir de la Ley 3/1992 de 21 de marzo:[57]
  - Se crea el Partido de Almuñécar, que se segrega del de Motril.

Por lo tanto, en la actualidad la provincia de Granada está dividida en 9 partidos: Loja, Santa Fe, Granada, Guadix, Baza, Huéscar, Almuñécar, Motril y Órgiva.

### Configuración municipal
En base al Diccionario de Pascual Madoz, la provincia granadina estaba comprendida en 1843 por 204 municipios, que en la actualidad han quedado reducidos a 174 en un proceso de segregación e integración muy complejo que se intenta resumir en las siguientes tablas. Hay que añadir que los límites municipales prácticamente quedan configurados en el período ilustrado, por lo que no es muy complejo retroceder en el tiempo y poder seguir los cambios producidos.

#### Segregaciones municipales
La creación de nuevos municipios corresponde normalmente con la segregación de partes de municipios preexistentes. La mayoría de los casos corresponde con municipios extensos que disponen de núcleos de población alejados de la cabecera municipal. Estos son los casos de Játar, Domingo Pérez de Granada, Dehesas Viejas, La Rábita, Valderrubio, Zagra, Deifontes, Cuevas del Campo o Píñar. En otros caso, estas segregaciones fueron fugaces ya que volvieron a lo largo de los años volvieron a su municipio de origen. Este proceso se localizó preferentemente en zonas montañosas con términos municipales de pequeña extensión: Cherín, Lobras y Ventas de Zafarraya.
| Segregaciones            |                   |                   |              |
| Municipio segregado      | Fecha             | Municipio matriz  | Localización |
| Zafarraya                | 1815              | Alhama de Granada |              |
| Lobres                   | 1834              | Salobreña         |              |
| Píñar                    | 1835              | Iznalloz          |              |
| Agrón                    | 1835              | Ventas de Huelma  |              |
| Montillana               | 1836              | Colomera          |              |
| Ventas de Zafarraya      | 1842              | Zafarraya         |              |
| La Rábita                | 1843              | Albuñol           |              |
| Lobres                   | 1853              | Motril            |              |
| Deifontes                | Entre 1843 y 1857 | Iznalloz          |              |
| Cherín                   | Entre 1925 y 1930 | Ugíjar            |              |
| Cuevas del Campo         | 1980              | Zújar             |              |
| Zagra                    | 1987              | Loja              |              |
| Valderrubio              | 2013              | Pinos Puente      |              |
| Dehesas Viejas           | 2014              | Iznalloz          |              |
| Játar                    | 2015              | Arenas del Rey    |              |
| Domingo Pérez de Granada | 2015              | Iznalloz          |              |
| Fornes                   | 2018              | Arenas del Rey    |              |
| Torrenueva Costa         | 2018              | Motril            |              |

#### Agregaciones municipales
La desaparición de municipios se debe principalmente a la asimilación de los municipios desaparecidos por otros preexistentes. Los municipios absorbidos suelen tener escasa población y por lo tanto poca capacidad de gestión política. La prácticamente totalidad de los numerosos casos se localizan en áreas serranas: Alpujarra, sierra de Alhama y Montes de Granada. Los municipios receptores suelen ser cabeceras comarcales o términos importantes en su entorno inmediato. Ejemplos de este hecho son Iznalloz, Órgiva, Pedro Martínez o Alhama de Granada.
| Agregaciones            |                   |                         |              |
| Municipio agregado      | Fecha             | Municipio de agregación | Localización |
| Uleilas Bajas           | Entre 1843 y 1857 | Pedro Martínez          |              |
| Lobres                  | 1845              | Motril                  |              |
| Lobres                  | ¿1853?            | Molvízar                |              |
| Castell de Ferro        | 1858              | Gualchos                |              |
| Cherín                  | 1901              | Ugíjar                  |              |
| Bayacas                 | Entre 1925 y 1930 | Órgiva                  |              |
| Cojáyar                 | Entre 1925 y 1930 | Murtas                  |              |
| Mecina Tedel            | Entre 1925 y 1930 | Murtas                  |              |
| Pulianillas             | 1944              | Pulianas                |              |
| Nechite, Mecina Alfahar | 1943              | Válor                   |              |
| Trujillos               | 1967              | Montillana              |              |
| Caparacena              | 1972              | Atarfe                  |              |
| Cherín, Jorairátar      | 1972              | Ugíjar                  |              |
| Dehesas Viejas          | 1972              | Iznalloz                |              |
| Narila, Yátor           | 1972              | Cádiar                  |              |
| Alcázar y Fregenite     | 1972              | Órgiva                  |              |
| Fornes, Játar           | 1973              | Arenas del Rey          |              |
| Béznar                  | 1973              | Lecrín                  |              |
| Ventas de Zafarraya     | 1973              | Alhama de Granada       |              |

#### Fusiones municipales
Otro fenómeno que también explica la creación de nuevos municipios es la fusión entre varios municipios preexistentes con un potencial poblacional similar. Sintomático fue el caso de la fusión entre Moreda y Laborcillas, dando lugar al término de Morelábor, topónimo formado por la conjunción del comienzo de ambas localidades.
Una vez más los espacios serranos son los más proclives para este fenómeno, ya que en ellos -dado lo fragmentado del terreno- abundan los municipios de escaso tamaño -tanto en extensión como en población- que se prestan a fusionarse entre ellos para tener una mayor capacidad política y de gestión. Las comarcas de la Alpujarra Granadina y el Valle de Lecrín conforman el espacio geográfico donde más frecuentes han sido estos procesos. Ejemplos muy significativos son la creación de Lecrín, Los Guájares, Valle del Zalabí, Alpujarra de la Sierra, entre otros.
| Fusiones                                     |                   |                        |              |
| Municipios fusionados                        | Fecha             | Municipio que forman   | Localización |
| Alcázar y Bargís, Fregenite                  | Entre 1925 y 1930 | Alcázar y Fregenite    |              |
| Chite, y Talará, Acequias, Mondújar, Murchas | 1967              | Lecrín                 |              |
| Laroles, Mairena, Picena                     | 1972              | Nevada                 |              |
| Mecina Bombarón, Yegen                       | 1972              | Alpujarra de la Sierra |              |
| Pitres, Mecina Fondales, Ferreirola          | 1972              | La Taha                |              |
| Melegís, Saleres, Restábal                   | 1972              | El Valle               |              |
| Gabia la Grande, Gabia la Chica              | 1973              | Las Gabias             |              |
| Guájar Faragüit, Guájar Fondón, Guájar Alto  | 1973              | Los Guájares           |              |
| Alcudia de Guadix, Charches, Exfiliana       | 1973              | Valle del Zalabí       |              |
| Cónchar, Cozvíjar                            | 1974              | Villamena              |              |
| Moreda, Laborcillas                          | 1974              | Morelábor              |              |
| Pinos del Valle, Ízbor                       | 1976              | El Pinar               |              |
| Ambroz, Purchil, Belicena                    | 1976              | Vegas del Genil        |              |

#### Cambios de delimitación municipal
Mucho menos frecuentes son los cambios en los límites municipales entre dos municipios limítrofes. Estos casos suelen tener carácter reivindicativo y parten de la solicitud del núcleo de población en cuestión para que sea cambiado de término municipal. Las mayores relaciones socioeconómicas con otro término es la razón primordial para estos cambios de lindes. Ejemplo de ello es el caso de los vecinos del Barrio del Camarate —conocido en el pueblo como Barrio Guadix— que en 1945 solicitaron a las autoridades y al ayuntamiento accitano la segregación de este último, al que pertenecían, y la agregación al ayuntamiento de Benalúa. El expediente concluyó con éxito en 1972.
| Cambios de delimitación   |       |                                               |                                               |
| Entidad                   | Fecha | Municipio de origen                           | Municipio de acogida                          |
| Lobres                    | 1860  | Molvízar                                      | Salobreña                                     |
| Santa Casilda, La Goleta  | 1962  | Píñar                                         | Moreda                                        |
| Barrio del Camarate       | 1972  | Guadix                                        | Benalúa                                       |
| Casillas Bajas del Zaidín | 1987  | Armilla                                       | Granada                                       |
|                           | 1999  | Alteración límite municipal Albolote-Peligros | Alteración límite municipal Albolote-Peligros |

En la actualidad, núcleos como La Herradura (Almuñécar) siguen reivindicando el autogobierno y su establecimiento como municipios. No obstante a fecha de hoy, la provincia de Granada está compuesta por 174 municipios integrados en 9 partidos judiciales.